# Josip Stanišić
Josip Stanišić (München, 2 april 2000) is een Duits-Kroatisch voetballer die doorgaans als rechtsback speelt. Hij stroomde in 2021 door vanuit de jeugd van Bayern München. Stanišić debuteerde in 2021 in het Kroatisch voetbalelftal.

## Clubcarrière

### Bayern München
Stanišić werd geboren in Duitsland als zoon van twee Kroatische ouders. Hij speelde in de jeugd van 1860 München, SC Fürstenfeldbruck en vanaf 2017 in die van Bayern München. Hij kwam van 2019 tot en met 2021 uit voor het tweede team van Bayern en debuteerde op 10 april 2021 in de hoofdmacht. Dat speelde die dag een wedstrijd in de Bundesliga thuis tegen Union Berlin. Stanišić begon op 13 augustus 2021 opnieuw in de basiself op de openingsspeeldag van het seizoen 2021/22. Vier dagen later won hij met Bayern de Supercup door middel van een zege op Borussia Dortmund.
Stanišić mocht in 2021/22 in dertien en in 2022/23 in veertien speelronden meedoen met het eerste elftal van Bayern München en debuteerde op 14 september 2021 in de Champions League, tegen FC Barcelona. Hij maakte op 14 mei 2022 zijn eerste doelpunt in het betaald voetbal. Dat was die dag het openingsdoelpunt in een competitiewedstrijd uit bij VfL Wolfsburg (eindstand (2–2). 

### Bayer Leverkusen
Bayern verhuurde Stanišić in augustus 2023 voor een jaar aan Bayer Leverkusen, de nummer zes van Duitsland in het voorgaande seizoen. Op 26 augustus maakte hij tegen Borussia Mönchengladbach zijn debuut voor Bayer Leverkusen. Op 30 november leverde hij beide assists in een 0-2 overwinning in de UEFA Europa League tegen BK Häcken. Op 10 februari 2024 maakte hij uitgerekend tegen zijn eigenlijke werkgever FC Bayern München, waarmee Bayer Leverkusen op dat moment in een heftige titelstrijd mee zat verwikkeld, zijn eerste goal voor Leverkusen in een 3-0 overwinning. Op 14 april won hij met Bayer de Bundesliga door Werder Bremen met 5-0 te verslaan. 

## Clubstatistieken
| Seizoen | Club               | Competitie | Competitie | Competitie | Beker | Beker | Internationaal | Internationaal | Totaal | Totaal |
| Seizoen | Club               | Competitie | Wed.       | Dlp.       | Wed.  | Dlp.  | Wed.           | Dlp.           | Wed.   | Dlp.   |
| ------- | ------------------ | ---------- | ---------- | ---------- | ----- | ----- | -------------- | -------------- | ------ | ------ |
| 2019/20 | Bayern München II  | 3. Liga    | 18         | 0          | –     | –     | –              | –              | 18     | 0      |
| 2020/21 | Bayern München II  | 3. Liga    | 24         | 0          | –     | –     | –              | –              | 24     | 0      |
| 2020/21 | Bayern München     | Bundesliga | 1          | 0          | 0     | 0     | –              | –              | 1      | 0      |
| 2021/22 | Bayern München     | Bundesliga | 13         | 1          | 2     | 0     | 2              | 0              | 17     | 1      |
| 2022/23 | Bayern München     | Bundesliga | 14         | 0          | 1     | 0     | 8              | 0              | 23     | 0      |
| 2023/24 | → Bayer Leverkusen | Bundesliga | 20         | 3          | 5     | 0     | 13             | 1              | 38     | 4      |
| 2024/25 | Bayern München     | Bundesliga | 0          | 0          | 0     | 0     | 0              | 0              | 0      | 0      |
| Totaal  | Totaal             | Totaal     | 90         | 3          | 8     | 0     | 23             | 1              | 121    | 5      |

## Interlandcarrière
Stanišić speelde in 2018 twee wedstrijden voor Duitsland –19, maar werd verder niet geselecteerd voor Duitse nationale jeugdelftallen. Hij kwam in 2022 drie keer uit voor Kroatië –21. Stanišić debuteerde op 8 oktober 2021 in het Kroatisch voetbalelftal. Bondscoach Zlatko Dalić gaf hem toen meteen een basisplaats in een WK-kwalificatiewedstrijd in en tegen Cyprus. Dalić nam hem een jaar later ook mee naar het WK 2022. Stanišić kwam hierop zes wedstrijden niet van de bank af. Hij mocht de wedstrijd om de derde plaats daarna helemaal spelen. Daarin wonnen zijn ploeggenoten en hij met 2–1 van Marokko. Stanišić werd op 20 mei 2024 door Dalić opgenomen in de Kroatische selectie voor het EK 2024 in Duitsland. Kroatië werd in de groepsfase uitgeschakeld na een nederlaag tegen Spanje (3–0) en gelijke spelen tegen Albanië (2–2) en Italië (1–1). Stanišić kwam in actie tegen Spanje en Kroatië.

## Erelijst
| Competitie          |                |                           |                |                |
| Competitie          | Aantal         | Jaren                     |                |                |
| Bayern München      | Bayern München | Bayern München            | Bayern München | Bayern München |
| ------------------- | -------------- | ------------------------- | -------------- | -------------- |
| Kampioen Bundesliga | 3x             | 2020/21, 2021/22, 2022/23 |                |                |
| DFL-Supercup        | 1x             | 2021                      |                |                |
| Bayer Leverkusen    |                |                           |                |                |
| Kampioen Bundesliga | 1x             | 2023/24                   |                |                |